# Calophaena bifasciata
Calophaena bifasciata is een keversoort uit de familie van de loopkevers (Carabidae). De wetenschappelijke naam van de soort is voor het eerst geldig gepubliceerd in 1790 door Olivier.